# Megalobulimus lopesi
Megalobulimus lopesi é uma espécie de gastrópode  da família Megalobulimidae.
É endémica do Brasil.